# Новодостовалово
Новодостовалово — село в Белозерском районе Курганской области. Административный центр Новодостоваловского сельсовета.

## История
До 1917 года входило в состав Шмаковской волости Курганского уезда Тобольской губернии. По данным на 1926 год деревня Ново-Достовалова состояла из 81 хозяйства. В административном отношении входила в состав Романовского сельсовета Белозерского района Курганского округа Уральской области.

## Население
| 1912 | 1926 | 1989 | 2002 | 2010 |
| ---- | ---- | ---- | ---- | ---- |
| 353  | ↘338 | ↘314 | ↘306 | ↘203 |

По данным переписи 1926 года в деревне проживало 338 человек (153 мужчины и 185 женщин), в том числе: русские составляли 100 % населения.